# (307261) Мани
(307261) Мани — очень крупный классический объект пояса Койпера, который также может быть классифицирован как объект рассеянного диска. С 5 февраля 2020 года (присвоения имени Гун-гуну) по 9 июня 2025 года был самым крупным безымянным объектом в Солнечной системе.
Объект 2002 MS4 был открыт 18 июня 2002 года американскими астрономами Чедвиком Трухильо и Майклом Брауном, когда находился на расстоянии 47,2 а. е. Перигелия Мани достигнет в 2122 году. Видимая звёздная величина — 20,6m. На архивных снимках он был обнаружен 46 раз, начиная с 1954 года.
Оценка размеров позволяет причислить его к кандидатам в карликовые планеты. Согласно данным телескопа Спитцер, размеры Мани оцениваются в 726 ± 123 км. По данным космической обсерватории Гершель, диаметр Мани был оценён в 934 ± 47 км, что делало его одним из 10 крупнейших транснептуновых объектов известных к тому времени. Более свежие оценки, основанные на изменении яркости звёзд во время их покрытия изучаемым телом, дают более скромные цифры в 796 ± 24 км.